# Ivanovice na Hané
Ivanovice na Hané (deutsch Eiwanowitz in der Hanna) ist eine Stadt in Tschechien. Sie liegt acht Kilometer nordöstlich von Vyškov und gehört zum Okres Vyškov.

## Geographie
Ivanovice befindet sich östlich des Drahaner Berglandes in der Hanna-Ebene am Fluss Haná. Südlich der Stadt verläuft die Autobahn D1, bei Ivanovice liegt die Abfahrt 236.
Nachbarorte sind Želeč im Norden, Chvalkovice na Hané und Těšice im Nordosten, Tištín im Osten, Koválovice, Osíčany und Švábenice im Südosten, Medlovice, Rybníček und Trpinka im Süden, Hoštice und Křižanovice u Vyškova im Südwesten, Pustiměřské Prusy im Westen sowie Pustiměř und Drysice im Nordwesten.

## Geschichte

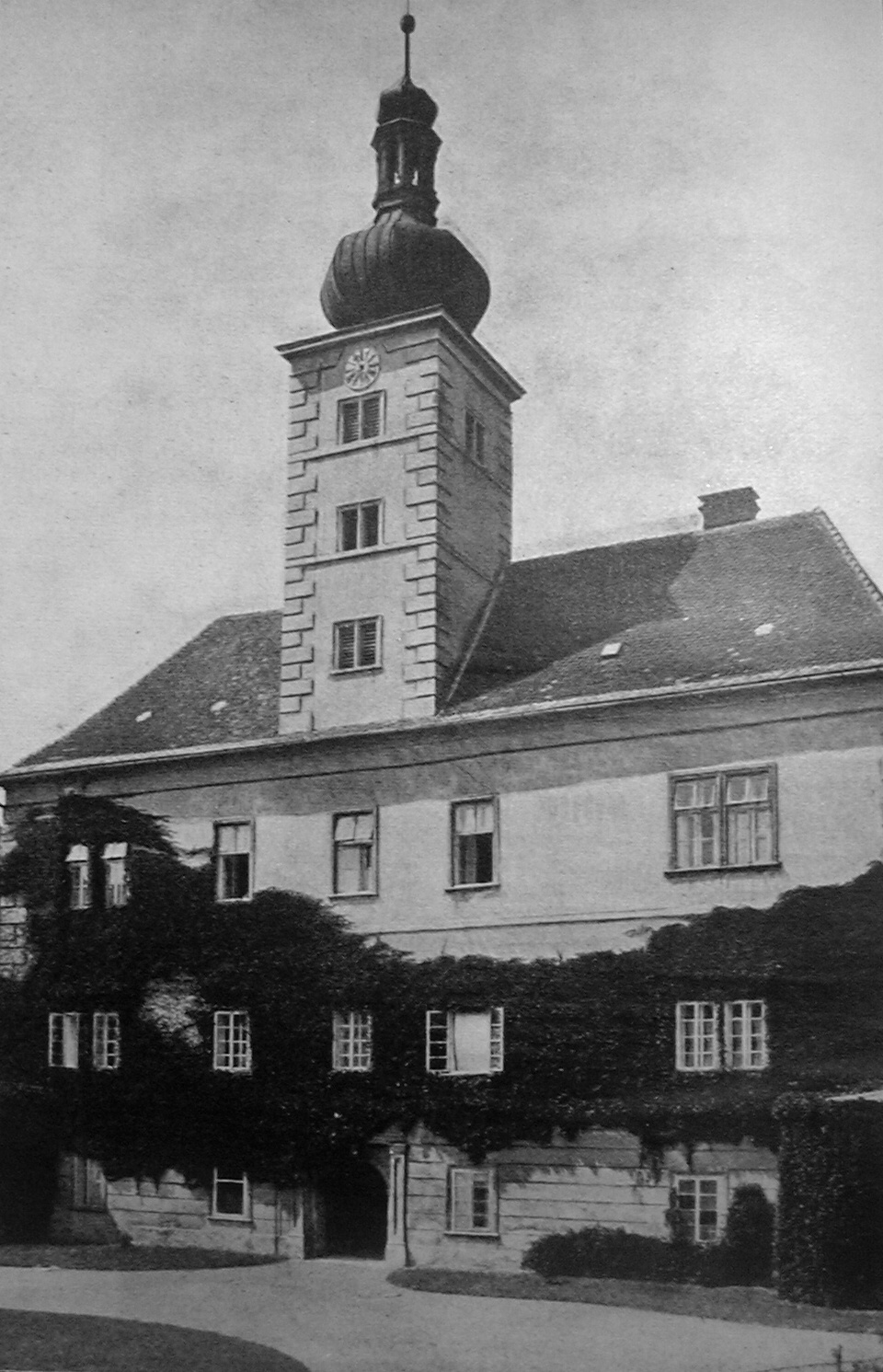
Schloss Eiwanowitz (1935)

Die erste Erwähnung von Evanovice erfolgte im 13. Jahrhundert in einem Falsifikat einer Urkunde von 1183, nach der Trojan, Vrslav und Vojslav, die Söhne des Vladiken Dluhomil von Evanovice, dem Johanniterorden beigetreten und diesem ihre Güter geschenkt haben sollen. In der 2. Hälfte des 13. Jahrhunderts wurde Evanovice zum Städtchen erhoben und zum Ende des Jahrhunderts Befestigungsanlagen errichtet. 1302 erhielt das Oppidum Brünner Recht. Nach der Errichtung der Burg Orlov schloss der Orden Ivanovice an die Burgherrschaft an. Der spätere Kaiser Sigismund verpfändete die Besitzungen der Johanniter 1425 an den mährischen Landeshauptmann Hašek von Waldstein. Nach mehrfachem Wechsel der Pfandherren gelangte das Städtchen 1480 an die Johanniter zurück. Zehn Jahre später verkaufte der Orden den Besitz an den Administrator des Bistums Olmütz, Johann Filipec. Dieser überließ Ivanovice zusammen mit Orlovice und der wüsten Burg Orlov 1492 Johann von Kunowitz. 1503 erwarb Heinrich Kropáč von Nevědomí die Herrschaft Orlov und ließ in Ivanovice eine Wasserfeste als neuen Herrschaftssitz errichten. Unter Jan Bukuvky von Bukuvka, der Ivanovice 1596 gekauft hatte, begann ab 1608 der Umbau der Feste zu einem Schloss. 1623 erwarb Heinrich Graf Schlick die Herrschaft von Bernhard Bukuvky. Ein Stadtbrand zerstörte 1624 große Teile von Ivanovice. Dabei brannte auch das Rathaus ab und die Urkunden gingen verloren. 1635 kaufte Bernhard Bukuvky die Herrschaft zurück. Nach seinem Tode wurden 1643 die Grafen Martinic Besitzer von Ivanovice. In dieser Zeit belagerten die Schweden erfolglos das Schloss. Weitere Besitzer waren ab 1662 Nikolaus Pazman von Panas, Karl Heinrich von Zierotin, ab 1702 Johann Sigismund von Rottal und ab 1719 die Přepyský von Rychemberk. 1765 wurde Johann Wenzel Přepyský auf seinem Schloss Opfer eines Raubmordes. In den Jahren 1788 und 1791 wurden bei zwei Stadtbränden 81 Häuser zerstört, auch das Rathaus mit dem Ratsarchiv fiel erneut den Flammen zum Opfer. 1795 kaufte Franz Josef Marquis von Lusignan die Herrschaft. Seine Erben verkauften Ivanovice an Ferdinand Karl von Österreich-Este.
Nach der Aufhebung der Patrimonialherrschaften wurde Ivanovice ab 1848 zu einer Marktgemeinde im Bezirk Wischau. Am 19. Januar 1909 erhob Kaiser Franz Joseph I. Ivanovice zur Stadt. Die Besitzer des Schlosses und des zugehörigen Großgrundbesitzes, Ludwig III. von Bayern und Marie Therese von Österreich-Este wurden nach der Gründung der Tschechoslowakei enteignet. Während der Zeit der deutschen Besetzung wurden 50 Einwohner der Stadt Opfer der nationalsozialistischen Gewaltherrschaft. 44 davon waren Juden. Im Jahre 1980 wurde Chvalkovice na Hané eingemeindet.

## Stadtgliederung
Die Stadt Ivanovice na Hané besteht aus den Ortsteilen Chvalkovice na Hané (Chwalkowitz) und Ivanovice na Hané (Eiwanowitz in der Hanna).

## Sehenswürdigkeiten
- Schloss Ivanovice na Hané, der Renaissancebau entstand 1608 aus der Wasserfeste der Bukuvky von Bukuvka. Ferdinand Karl von Österreich-Este ließ 1840 den Schlosspark anlegen.
- Kirche St. Andreas, der im 16. Jahrhundert errichtete Bau wurde zwischen 1704 und 1759 barock umgestaltet.
- Friedhofskapelle des hl. Josef, errichtet 1824
- Statuengruppe des hl. Florian, auf dem Markt, geschaffen 1721
- Älteste Robinie Mährens auf dem ehemaligen Friedhof, der 11 m hohe Baum soll 1663 bei der Anlegung des Gottesackers gepflanzt worden sein und hat einen Stammumfang von 5 m.[2]
- Jüdischer Friedhof am östlichen Stadtrand, angelegt zu Beginn des 17. Jahrhunderts
- Ehemalige Synagoge, Bau seit 1727 nachweisbar.
- Schlösschen in Chvalkovice na Hané, erbaut 1887
- Barocke Kirche des hl. Ferdinand in Chvalkovice na Hané
- Statuengruppe des hl. Johannes von Nepomuk in Chvalkovice na Hané, geschaffen 1749

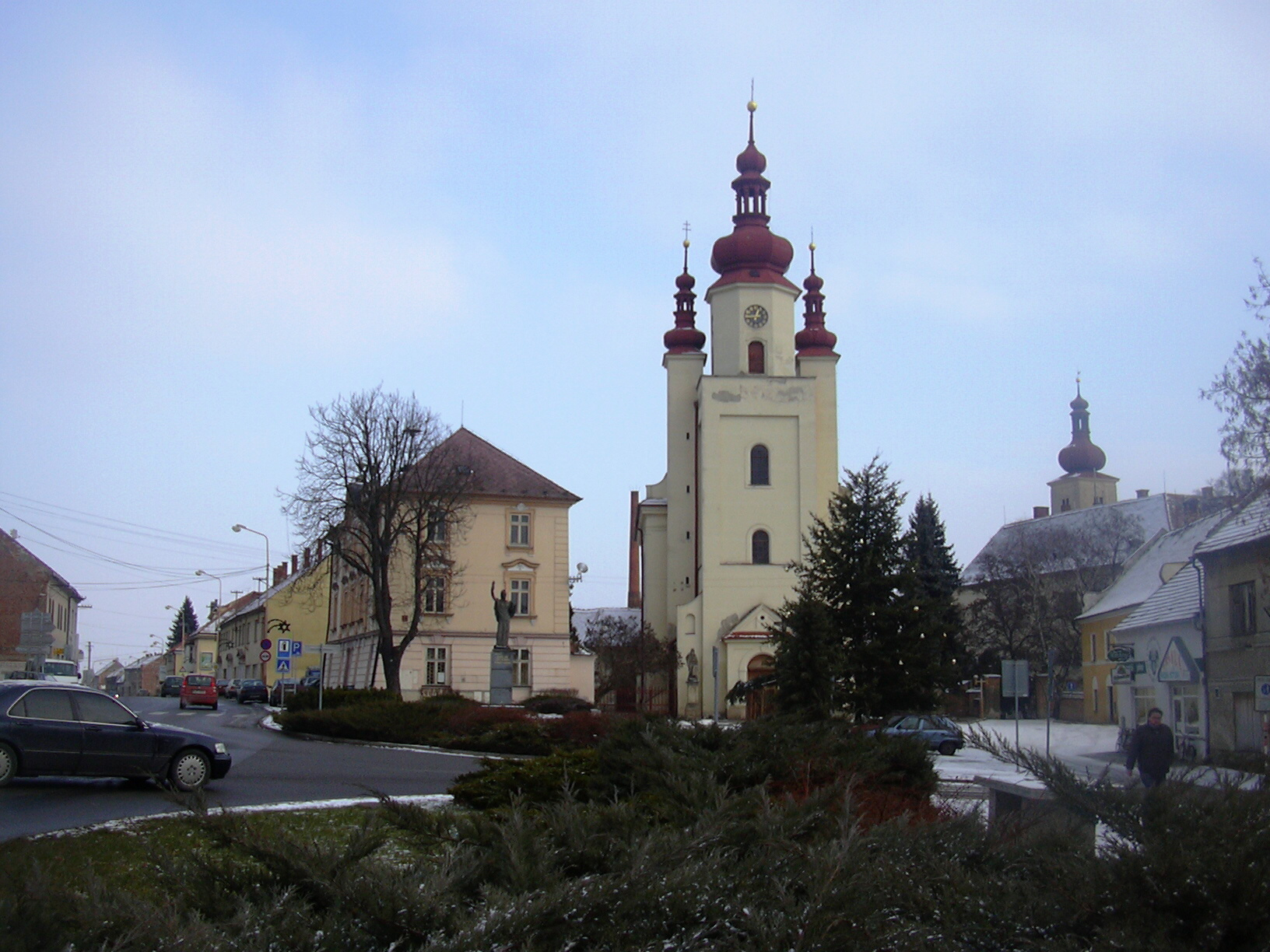
Marktplatz mit der Kirche St. Andreas
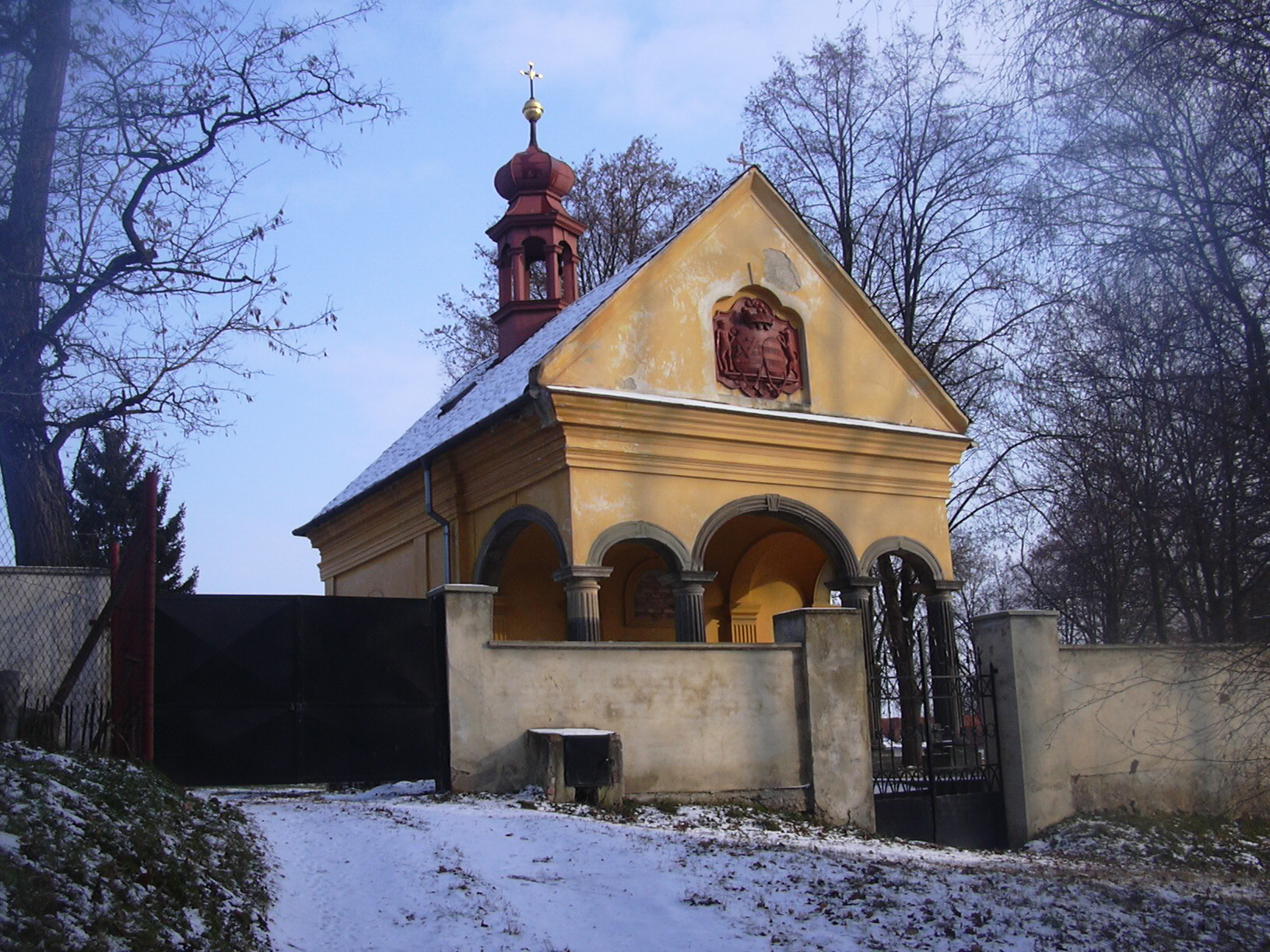
Friedhofskapelle St. Josef
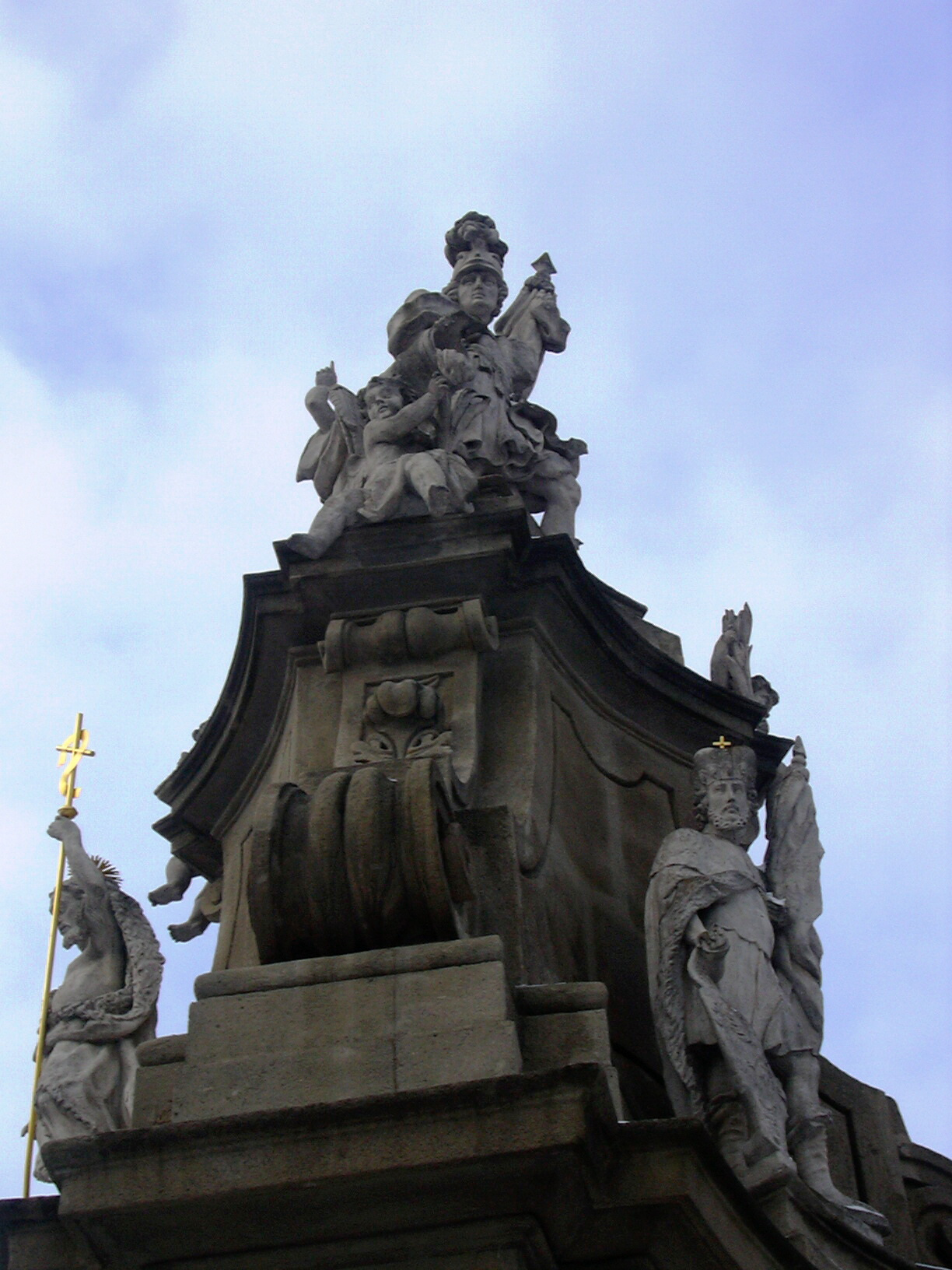
St. Florianssäule

## Söhne und Töchter der Stadt
- Andreas Nemetz (1799–1846), mährischer Komponist, geboren in Chwalkowitz
- Gustav Karpeles (1848–1909), Literaturhistoriker und Schriftsteller
- Bedřich Antonín Wiedermann (1883–1951), Organist und Komponist